# Didier Barbelivien
Didier Barbelivien (ur. 10 marca 1954 w Paryżu) – francuski kompozytor, piosenkarz oraz autor wielu piosenek.
W latach 1980–1990 tworzył w duecie z Félixem Grayem a w 1993 roku razem z Régine Hantalle napisał pieśń ku chwale powstańców wandejskich „Les mariés de Vendée”, którą umieszczono na pamiątkowej płycie Vendée 93. W 2004 roku jako zwolennik Algierii francuskiej napisał „Les enfants du soleil”. W 2005, wydał album Envoie les clowns. w 2007 roku wydał pieśń „Vive le Roi” gdzie zawarł swe poglądy monarchistyczne oraz album Etat des lieux. W 2009 wydał Atelier d'artistes i został odznaczony Legią Honorową.